# Winnie the Pooh (película de 2011)
Winnie the Pooh es una película de animación tradicional producida por Walt Disney Animation Studios y Walt Disney Pictures, y a su vez distribuida por Walt Disney Studios Motion Pictures. La película es la número 51 en el canon de Walt Disney Animation. La producción inició a finales de 2009, y el filme fue estrenado el 15 de julio de 2011 en Estados Unidos. Fue la segunda película de Walt Disney Animation Studios dentro de la franquicia Winnie the Pooh, basada en los personajes creados por A. A. Milne, desde The Many Adventures of Winnie the Pooh (1977). Fue también la primera secuela producida por el estudio desde Fantasia 2000, estrenada doce años antes en 1999. Winnie the Pooh fue el último largometraje del estudio en ser producido en formatos tradicionales de animación dibujada a mano, con películas posteriores siendo producidas en animación por computadora.

## Argumento
Winnie the Pooh se despierta un día y descubre que su miel se ha agotado. Cuando sale en busca de más, descubre que Igor ha perdido su cola. Winnie the Pooh, Tigger, Conejo, Búho, Cangu, Rito y acuden al rescate, y Christopher Robin decide realizar un concurso para ver quién encuentra la cola de Igor. El premio para el ganador es una olla de miel fresca. Después de muchos intentos fallidos por encontrar un sustituto para a la cola de Igor (como un reloj cucú), Cangu sugiere que use una bufanda, pero tiempo después se deshilacha.
Al día siguiente, Winnie the Pooh va a casa de Christopher Robin y encuentra una nota que dice "Salí, vuelvo pronto" ("Gon Out Bizy, Back Son; en inglés mal escrito"). Debido a que Winnie the Pooh es incapaz de leer la nota, pide ayuda a Búho. La poca habilidad de comprensión de lectura de Búho conduce a Winnie the Pooh y sus amigos a creer que Christopher Robin ha sido secuestrado por un monstruo cruel y malicioso que ellos llaman el Backson (Ponto en la versión castellana). Winnie the Pooh y sus amigos idean un plan para atrapar al Ponto, el cual consistía en dejar un rastro de cosas que le gustan al Ponto que terminaba en un pozo cubierto por una manta con una olla de miel al centro como carnada. Mientras tanto, Tigger, que deseaba un compañero para ayudarlo a derrotar al Ponto, recluta a Igor y le enseña como ser un Tigger. Se viste como el Ponto y trata de enseñar a Igor cómo luchar. Igor, que está haciendo esto en contra de su voluntad, se escapa de Tigger escondiéndose bajo el agua.
Después de un fallido intento de sacar la miel de una colmena de abejas, Winnie the Pooh empieza a imaginar que está rodeado de miel, y accidentalmente cae en el hoyo destinado al Ponto. Conejo, Cangu, Rito, Búho, e Igor tratar de sacarlo, pero quedan también atrapados. Piglet intenta sacar a Winnie the Pooh y sus amigos de la trampa, pero se encuentra con Tigger (aún en su disfraz de Ponto), y lo confunde con el monstruo. Piglet se escapa de Tigger en un globo rojo, tumba algunas letras del libro de cuentos y caen dentro del pozo. Después de la persecución Tigger y Piglet caen también en el pozo. Tigger ve a Igor y le dice que estaba preocupado buscándolo, pensando en que había sido capturado por el Ponto; también le pregunta el ¿porqué ya no lleva su disfraz de tigger?, a lo cual Igor le responde "La cosa más maravillosa del Tigger es que solamente hay uno". Con el tiempo, Winnie the Pooh se da cuenta de que puede usar las letras que habían caído dentro del pozo para formar de una escalera, gracias a esto los animales son capaces de escapar del pozo. Poco después de salir del pozo encuentran a Christopher Robin, y le explican todo acerca del Ponto, pero Christopher Robin les aclara que lo que escribió en la carta quería decir que "volvería pronto" (Back Soon en inglés). Al entenderlo, todos miraban a Búho enfadados por leer mal la nota y decir una farsa mentira imaginaria suya sobre el Ponto y Búho se da el piro (lo ha hecho por cobardía). Luego, Conejo da un premio (un tarro de miel) de agradecimiento a... ¡Globo! por equivocación a Winnie the Pooh. Dan a Globo el tarro y se despiden. Winnie the Pooh mira cómo Globo se lleva el tarro de miel muy lejos hasta que desaparecen completamente de vista. Además, Winnie the Pooh se puso triste.
(Es como en toda la película, sus amigos no le dejaban comer miel)
Más tarde, Winnie the Pooh visita a Búho sólo para descubrir que Búho fue el que había tomado la cola de Igor, sin darse cuenta de que pertenecía a Igor. Búho había estado utilizando la cola de Igor como una cuerda para la campana de la puerta. Winnie the Pooh decide irse y regresar la cola a Igor en lugar de quedarse a compartir una Olla de miel con Búho. Christopher Robin se siente orgulloso de la bondad de Winnie the Pooh y lo recompensa con una olla gigante con miel.
En una escena poscréditos, se revela que el Ponto realmente existe en lo profundo del bosque, pero es mucho más amigable de lo imaginado. Ponto descubre el rastro de los objetos que los animales habían dejado, y los recoge para poder devolverlos a su dueño. Ponto termina cayendo en el pozo a la espera de que alguien llegue y le ayudara a salir.

## Premios
| Premio                                  | Categoría                     | Trabajo o personas nominados                                                                                           | Resultado |
| --------------------------------------- | ----------------------------- | --- | --------- |
| Annie Awards                            | Mejor Dirección               | Don Hall & Stephen J. Anderson                                                                                         | Nominados |
| Annie Awards                            | Mejor Guion                   | Brian Kesinger, Kendelle Hoyer, Don Dougherty, Clio Chiang, Don Hall, Stephen Anderson, Nicole Mitchell, Jeremy Spears | Nominados |
| Annie Awards                            | Mejor Storyboard              | Jeremy Spears | Ganadores |
| Annie Awards                            | Mejores efectos animados      | Dan Lund | Nominados |
| Annie Awards                            | Mejor Animación de personajes | Andreas Deja Mark Henn                                                                                                 | Nominados |
| Annie Awards                            | Mejor Música                  | Zooey Deschannel, Kristen Anderson-Lopez, Henry Jackman, Robert López                                                  | Nominados |
| Annie Awards                            | Mejor Diseño de Producción    | Paul Felix | Nominados |
| Chicago Film Critics Association Awards | Mejor película animada        | Winnie the Pooh | Nominados |
| Online Film Critics Society             | Mejor película animada        | Winnie the Pooh | Nominados |

## Banda sonora
La película fue musicalizado por Henry Jackman, con la música adicional de Robert Lopez y Kristen Anderson-Lopez. En el tráiler de la película se escucha la canción Somewhere Only We Know de la banda inglesa Keane se utilizó en lugar de la música escrita por Henry Jackman. Todas las canciones fueron compuestas por Henry Jackman.
La canción "So Long" fue ganadora de un Premio Grammy.

### Canciones incluidas en la banda sonora
| N.º | Título                                                                                    | Duración |  |
| 1.  | «Winnie the Pooh» (She & Him)                                                             | 2:32     |  |
| 2.  | «The Tummy Song» (Jim Cummings, Robert López)                                             | 1:07     |  |
| 3.  | «A Very Important Thing to Do» (Written by Robert López, Performed by Zooey Deschanel)    | 0:47     |  |
| 4.  | «The Backson Song» (Cast of Winnie the Pooh)                                              | 2:55     |  |
| 5.  | «It's Gonna Be Great» (Written by Robert López, performed by Bud Luckey and Jim Cummings) | 2:05     |  |
| 6.  | «Everything Is Honey» (Jim Cummings, Kristen Anderson-Lopez, Robert López)                | 2:00     |  |
| 7.  | «Pooh's Finale» (Robert López, Zooey Deschanel, and the Cast of Winnie the Pooh)          | 1:05     |  |
| 8.  | «So Long» (She & Him)                                                                     | 3:28     |  |
| 9.  | «Main Title Sequence / Winnie the Pooh» (She & Him)                                       | 2:24     |  |
| 10. | «Pooh Greets the Day»                                                                     | 2:46     |  |
| 11. | «Get You Tiggerized!»                                                                     | 2:08     |  |
| 12. | «Woods and Words / The Backson Song»                                                      | 3:41     |  |
| 13. | «Eeyore Needs His Tail / The Winner Song» (Cast of Winnie the Pooh)                       | 2:08     |  |
| 14. | «Picnic and Beehive Chase»                                                                | 2:26     |  |
| 15. | «Hundred Acre Spy Game»                                                                   | 3:34     |  |
| 16. | «Stuck in the Pit/Balloon Chase»                                                          | 4:04     |  |
| 17. | «A Honey Happy Ending»                                                                    | 2:44     |  |
| 18. | «Winnie the Pooh Suite»                                                                   | 4:38     |  |